# Rockin' in the free world
Rockin' in the free world is een nummer van de Canadese muzikant Neil Young. Hij bracht het op 14 november 1989 uit op vinylsingle met een live-versie op de B-kant. Daarnaast verscheen het in twee verschillende versies op cd-single en op zijn album Freedom, als eerste respectievelijk laatste nummer. De versie aan het begin van het album is de live-versie met vooral de gitaar als instrument en verder weinig muzikale achtergrondbegeleiding, terwijl de versie aan het eind veel meer een rocknummer is.
Neil Young schreef dit nummer naar aanleiding van de situatie in de VS na afloop van de regering van president Ronald Reagan, terwijl George Bush sr. net was aangetreden als Reagans opvolger en in grote lijnen diens beleid voortzette.

## Achtergronden

### Inhoud – einde van het Reagan-tijdperk (1989)
Rockin' in the free world is een protestlied tegen de armoedige situatie in de VS op het moment dat Reagan twee termijnen aan de macht is geweest en Bush (eveneens een Republikein) net is aangetreden als president. De tekst geeft een somber beeld over de staat van het land, met criminaliteit, drugsverslaving, kinderen die niet naar school gaan en dakloosheid in de steden. Ook de ontbinding van de ozonlaag komt aan de orde.

### Verkiezingscampagne van Donald Trump (2015)
In 2015 leidde dit lied tot een rel. De spraakmakende Republikein Donald Trump luidde er namelijk in aanloop naar de presidentsverkiezingen van 2016 zijn campagne mee in. Ondanks dat beide mannen ideologisch ver uit elkaar lagen, toonde Trump waardering voor Youngs muziek. Naar zijn mening mocht hij het nummer laten horen omdat hij had betaald voor de muziekrechten. Young bracht hier echter tegenin dat hij er geen toestemming voor had gegeven. Young gaf daarbovenop aan voorstander te zijn van een andere kandidaat, Bernie Sanders. Ook verklaarde hij dat hij zijn muziek schreef voor mensen en niet voor kandidaten, waarover hij in 1988 al eens zong. Trump bleef het nummer nochtans tijdens zijn campagne gebruiken, evenals Sanders later ook. Medio 2016 kwam Young zelf met een op Trump aangepaste versie.

## Covers
Van het nummer verschenen covers van tal van artiesten. Op de B-kanten van singles verschenen versies van bijvoorbeeld The Scabs (Time, 1990), The Dickies (Make it so, 1994), Sleeping Weather (Split, 2005) en Pearl Jam & U2 (Love, reign o'er me, 2006). Daarnaast verschenen tientallen versies op albums. Slechts enkele voorbeelden zijn van The Moog Cookbook (The Moog Cookbook, 1996), Pearl Jam (Tampa Florida August 12 2000, 2001), Bon Jovi (One wild night - Live 1985-2001, 2001), de Leningrad Cowboys (Global balalaika show senate square, 2003), Suzi Quatro (Back to the drive, 2006) en de Simple Minds (Graffiti soul, 2009).

## Hitnoteringen
In het najaar van 1989 bereikte de single in Youngs' thuisland Canada de 39e positie en de 2e positie in de genrelijst voor rockmuziek van het Amerikaanse magazine Billboard. Twee latere heruitgaves, in 1994 en 2009, bereikten in het Verenigd Koninkrijk wél de  UK Singles Chart.
In Nederland werd de single in het najaar van 1989 wel regelmatig gedraaid op de landelijke radiozenders, maar bereikte desondanks zowel de Nederlandse Top 40 als de Nationale Top 100 niet.
Ook in België werden zowel de voorloper van de Vlaamse Ultratop 50 als de Vlaamse Radio 2 Top 30 niet bereikt. 
Het muziekblad Rolling Stone plaatste de plaat op de lijst van 500 Greatest Songs.

### Hitlijsten
| Jaar | land                | hitnotering |
| ---- | ------------------- | ----------- |
| 1989 | Canada              | 39          |
| 1989 | VS (Rock)           | 2           |
| 1994 | Verenigd Koninkrijk | 90          |
| 2009 | Verenigd Koninkrijk | 179         |

### All time-lijsten
Het nummer is een klassier geworden in verschillende all time-lijsten, zoals de jaarlijkse NPO Radio 2 Top 2000 van de Nederlandse publieke radiozender NPO Radio 2 en de Tijdloze 100 van de Belgische (Vlaamse) publieke radiozender Studio Brussel.
NPO Radio 2 Top 2000 van NPO Radio 2
| Nummer met noteringen in de NPO Radio 2 Top 2000 | '07 | '08  | '09 | '10 | '11 | '12 | '13 | '14 | '15 | '16 | '17 | '18 | '19 | '20 | '21 | '22 | '23 | '24 |
| ------------------------------------------------ | --- | ---- | --- | --- | --- | --- | --- | --- | --- | --- | --- | --- | --- | --- | --- | --- | --- | --- |
| Rockin' in the Free World                        | 491 | 1789 | 367 | 286 | 359 | 359 | 287 | 358 | 269 | 316 | 342 | 368 | 393 | 273 | 399 | 534 | 623 | 565 |

1. ↑  Een vetgedrukt getal geeft de hoogste notering aan.
2. ↑  2007 was het eerste jaar met een notering voor dit nummer.

Tijdloze 100 van Studio Brussel
| De Tijdloze               | '87 | '88 | '90 | '91 | '92 | '93 | '94 | '95 | '96 | '97 | '98 | '99 | '00 | '01 | '02 | '03 | '04 | '05 | '06 | '07 | '08 | '09 | '10 | '11 | '12 | '13 | '14 | '15 |
| ------------------------- | --- | --- | --- | --- | --- | --- | --- | --- | --- | --- | --- | --- | --- | --- | --- | --- | --- | --- | --- | --- | --- | --- | --- | --- | --- | --- | --- | --- |
| Rockin' in the free world | -   | -   | -   | 78  | 31  | 35  | 70  | 40  | 48  | 63  | 76  | 89  | 87  | 97  | 77  | -   | 80  | -   | 73  | 97  | 84  | 69  | -   | -   | -   | 95  | 99  | -   |